# Štadión MFK Vranov nad Topľou
Štadión MFK Vranov nad Topľou – stadion piłkarski we Vranovie nad Topľou, na Słowacji. Obiekt może pomieścić 5000 widzów. Swoje spotkania rozgrywają na nim piłkarze klubu MFK Vranov nad Topľou. 26 maja 1996 roku na stadionie, przy obecności 9000 widzów, rozegrano mecz finałowy piłkarskiego Pucharu Słowacji (Chemlon Hummené – Spartak Trnawa 2:1). Krótko przed tym spotkaniem zakończyła się modernizacja obiektu. Pod koniec 2017 roku dokonano wymiany murawy boiska na sztuczną.